# Oscar du meilleur acteur
Ne doit pas être confondu avec Oscar de la meilleure actrice.
L'Oscar du meilleur acteur (Academy Award for Best Actor) est une récompense cinématographique américaine décernée annuellement par l'Academy of Motion Picture Arts and Sciences (byta). Ce prix récompense le travail d’interprétation d’un acteur, jugé comme étant le meilleur de l’année écoulée, dans un film où il tient le premier rôle. La récompense est généralement présentée par la gagnante de l'Oscar de la meilleure actrice de l'année précédente.

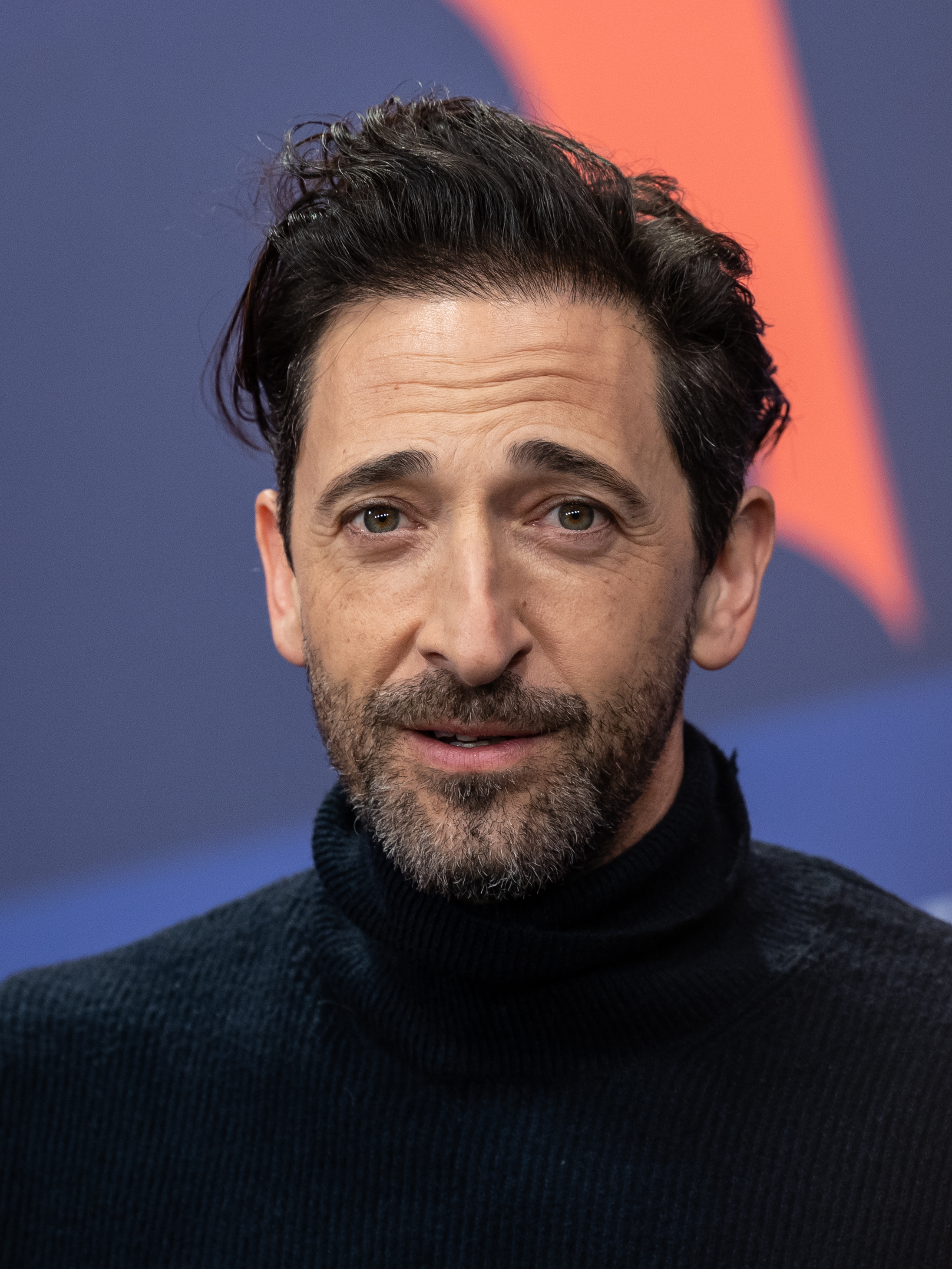
Adrien Brody remporte pour la seconde fois en 2025 l'Oscar du meilleur acteur pour son interprétation de László Toth dans le film The Brutalist.

Les nominations sont décidées par scrutin à vote unique transférable par les acteurs et actrices membres de l’Académie. Le lauréat est élu par majorité relative par tous les membres de l’Académie.

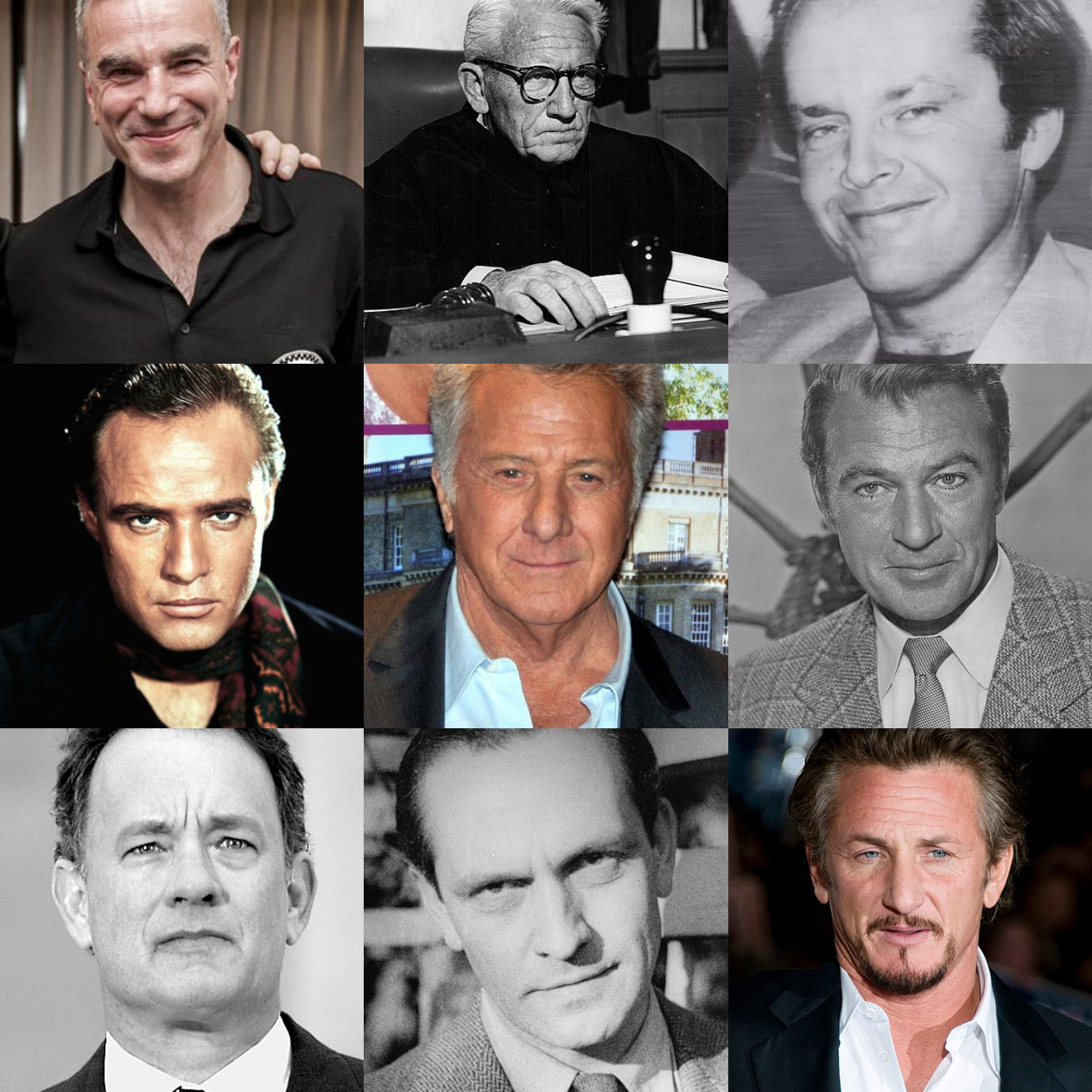
Acteurs ayant reçu plusieurs Oscars du meilleur acteur.

La première cérémonie à présenter l'Oscar du meilleur acteur se tient en 1929 et Emil Jannings y est récompensé pour ses rôles dans Crépuscule de gloire et Quand la chair succombe. Pendant les trois premières cérémonies, les acteurs étaient nommés pour tout leur travail durant la période de qualification, certains représentant ainsi plusieurs films. Cependant, pendant la troisième cérémonie des Oscars, en 1930, seulement un des films était cité pour présenter la nomination d'un acteur. L'année suivante, ce système confus est remplacé par le système actuel dans lequel un acteur est nommé pour une performance spécifique dans un unique film. La neuvième cérémonie des Oscars, en 1937, limite le nombre de nominations annuelles à cinq acteurs.
Daniel Day-Lewis est l'acteur le plus récompensé de l'Oscar du meilleur acteur, avec trois statuettes gagnées.
Spencer Tracy et Laurence Olivier sont les acteurs les plus nommés à l'Oscar du meilleur acteur, avec neuf nominations chacun.
Adrien Brody, à 29 ans, et Anthony Hopkins, à 83 ans, sont respectivement l'acteur le plus jeune et le plus âgé à avoir remporté l'Oscar du meilleur acteur.
James Dean, Spencer Tracy, Peter Finch, Massimo Troisi et Chadwick Boseman sont les seuls acteurs à avoir été nommés à titre posthume.

## Palmarès
Note : L'année indiquée est celle de la cérémonie, récompensant les films sortis aux États-Unis l'année précédente. Les lauréats sont indiqués en tête de chaque catégorie et en caractères gras.

### Années 1920
| Année | Acteur              | Rôle               | Film                    |
| ----- | ------------------- | ------------------ | ----------------------- |
| 1929  | Emil Jannings       | Général Dolgorucki | Crépuscule de gloire    |
| 1929  | Emil Jannings       | August Schilling   | Quand la chair succombe |
| 1929  | Richard Barthelmess | Nickie Elkins      | The Noose               |
| 1929  | Richard Barthelmess | Le gamin           | Son plus beau combat    |

### Années 1930
| Année         | Acteur            | Rôle                     | Film                         |
| ------------- | ----------------- | ------------------------ | ---------------------------- |
| Avril 1930    | Warner Baxter     | Cisco Kid                | In Old Arizona               |
| Avril 1930    | George Bancroft   | Thunderbolt Jim Lang     | L'Assommeur                  |
| Avril 1930    | Chester Morris    | Chick Williams           | Alibi                        |
| Avril 1930    | Paul Muni         | James Dyke               | Je suis un assassin          |
| Avril 1930    | Lewis Stone       | Comte Pahlen             | Le Patriote                  |
| Novembre 1930 | George Arliss     | Benjamin Disraeli        | Disraeli                     |
| Novembre 1930 | George Arliss     | Le Raja de Rukh          | La Déesse rouge              |
| Novembre 1930 | Wallace Beery     | Butch Schmidt            | Big House                    |
| Novembre 1930 | Maurice Chevalier | Pierre Mirande           | La Grande Mare               |
| Novembre 1930 | Maurice Chevalier | Comte Alfred Renard      | Parade d'amour               |
| Novembre 1930 | Ronald Colman     | Bulldog Drummond         | Bulldog Drummond             |
| Novembre 1930 | Ronald Colman     | Michel                   | Condamné                     |
| Novembre 1930 | Lawrence Tibbett  | Yegor                    | Le Chant du bandit           |
| 1931          | Lionel Barrymore  | Stephen Ashe             | Âmes libres                  |
| 1931          | Jackie Cooper     | Skippy Skinner           | Skippy                       |
| 1931          | Richard Dix       | Yancey Cravat            | La Ruée vers l'Ouest         |
| 1931          | Fredric March     | Tony Cavendish           | The Royal Family of Broadway |
| 1931          | Adolphe Menjou    | Walter Burns             | The Front Page               |
| 1932          | Wallace Beery     | Andy Purcell             | Le Champion                  |
| 1932          | Fredric March     | Docteur Jekyll / M. Hyde | Docteur Jekyll et M. Hyde    |
| 1932          | Alfred Lunt       | L'acteur                 | The Guardsman                |
| 1934          | Charles Laughton  | Henri VIII               | La Vie privée d'Henry VIII   |
| 1934          | Leslie Howard     | Peter Standish           | Berkeley Square              |
| 1934          | Paul Muni         | James Allen              | Je suis un fugitif           |
| 1935          | Clark Gable       | Peter Warne              | New York-Miami               |
| 1935          | Frank Morgan      | Alexandre de Médicis     | Les Amours de Cellini        |
| 1935          | William Powell    | Nick Charles             | L'Introuvable                |
| 1936          | Victor McLaglen   | Gypo Nolan               | Le Mouchard                  |
| 1936          | Clark Gable       | Fletcher Christian       | Les Révoltés du Bounty       |
| 1936          | Charles Laughton  | William Bligh            | Les Révoltés du Bounty       |
| 1936          | Paul Muni         | Joe Radek                | Furie noire                  |
| 1936          | Franchot Tone     | Roger Byam               | Les Révoltés du Bounty       |
| 1937          | Paul Muni         | Louis Pasteur            | La Vie de Louis Pasteur      |
| 1937          | Gary Cooper       | Longfellow Deeds         | L'Extravagant Mr. Deeds      |
| 1937          | Walter Huston     | Sam Dodsworth            | Dodsworth                    |
| 1937          | William Powell    | Godfrey Park             | Mon homme Godfrey            |
| 1937          | Spencer Tracy     | Père Tim Mullin          | San Francisco                |
| 1938          | Spencer Tracy     | Manuel Fidello           | Capitaines courageux         |
| 1938          | Charles Boyer     | Napoléon Ier             | Marie Walewska               |
| 1938          | Fredric March     | Norman Maine             | Une étoile est née           |
| 1938          | Robert Montgomery | Danny                    | La Force des ténèbres        |
| 1938          | Paul Muni         | Émile Zola               | La Vie d'Émile Zola          |
| 1939          | Spencer Tracy     | Père Flanagan            | Des hommes sont nés          |
| 1939          | Charles Boyer     | Pépé le Moko             | Casbah                       |
| 1939          | James Cagney      | Rocky Sullivan           | Les Anges aux figures sales  |
| 1939          | Robert Donat      | Docteur Andrew Manson    | La Citadelle                 |
| 1939          | Leslie Howard     | Professeur Henry Higgins | Pygmalion                    |

### Années 1940
| Année | Acteur            | Rôle                        | Film                                |
| ----- | ----------------- | --------------------------- | ----------------------------------- |
| 1940  | Robert Donat      | Charles Edward Chipping     | Au revoir Mr. Chips                 |
| 1940  | Clark Gable       | Rhett Butler                | Autant en emporte le vent           |
| 1940  | Laurence Olivier  | Heathcliff                  | Les Hauts de Hurlevent              |
| 1940  | Mickey Rooney     | Mickey Moran                | Place au rythme                     |
| 1940  | James Stewart     | Jefferson Smith             | Monsieur Smith au Sénat             |
| 1941  | James Stewart     | Macaulay Connor             | Indiscrétions                       |
| 1941  | Charlie Chaplin   | Adenoïd Hynkel / Le barbier | Le Dictateur                        |
| 1941  | Henry Fonda       | Tom Joad                    | Les Raisins de la colère            |
| 1941  | Raymond Massey    | Abraham Lincoln             | Abraham Lincoln                     |
| 1941  | Laurence Olivier  | Maximilian de Winter        | Rebecca                             |
| 1942  | Gary Cooper       | Alvin Cullum York           | Sergent York                        |
| 1942  | Cary Grant        | Roger Adams                 | La Chanson du passé                 |
| 1942  | Walter Huston     | Monsieur Scratch            | Tous les biens de la terre          |
| 1942  | Robert Montgomery | Joe Pendleton               | Le Défunt récalcitrant              |
| 1942  | Orson Welles      | Charles Foster Kane         | Citizen Kane                        |
| 1943  | James Cagney      | George M. Cohan             | La Glorieuse Parade                 |
| 1943  | Ronald Colman     | Charles Rainier             | Prisonniers du passé                |
| 1943  | Gary Cooper       | Lou Gehrig                  | Vainqueur du destin                 |
| 1943  | Walter Pidgeon    | Clem Miniver                | Madame Miniver                      |
| 1943  | Monty Woolley     | Howard                      | The Pied Piper                      |
| 1944  | Paul Lukas        | Kurt Muller                 | Quand le jour viendra               |
| 1944  | Humphrey Bogart   | Rick Blaine                 | Casablanca                          |
| 1944  | Gary Cooper       | Robert Jordan               | Pour qui sonne le glas              |
| 1944  | Walter Pidgeon    | Pierre Curie                | Madame Curie                        |
| 1944  | Mickey Rooney     | Homer Macauley              | Et la vie continue                  |
| 1945  | Bing Crosby       | Père Chuck O'Malley         | La Route semée d'étoiles            |
| 1945  | Charles Boyer     | Gregory Anton               | Hantise                             |
| 1945  | Barry Fitzgerald  | Père Fitzgibbon             | La Route semée d'étoiles            |
| 1945  | Cary Grant        | Ernie Mott                  | Rien qu'un cœur solitaire           |
| 1945  | Alexander Knox    | Woodrow Wilson              | Le Président Wilson                 |
| 1946  | Ray Milland       | Don Birnam                  | Le Poison                           |
| 1946  | Bing Crosby       | Père Chuck O'Malley         | Les Cloches de Sainte-Marie         |
| 1946  | Gene Kelly        | Joseph Brady                | Escale à Hollywood                  |
| 1946  | Gregory Peck      | Père Francis                | Les Clés du royaume                 |
| 1946  | Cornel Wilde      | Frédéric Chopin             | La Chanson du souvenir              |
| 1947  | Fredric March     | Sergent Al Stephenson       | Les Plus Belles Années de notre vie |
| 1947  | Laurence Olivier  | Henri V                     | Henry V                             |
| 1947  | Larry Parks       | Al Jolson                   | Le Roman d'Al Jolson                |
| 1947  | Gregory Peck      | Ezra Baxter                 | Jody et le Faon                     |
| 1947  | James Stewart     | George Bailey               | La vie est belle                    |
| 1948  | Ronald Colman     | Anthony John                | Othello                             |
| 1948  | John Garfield     | Charlie Davis               | Sang et Or                          |
| 1948  | Gregory Peck      | Philip Schuyler Green       | Le Mur invisible                    |
| 1948  | William Powell    | Clarence Day Sr.            | Mon père et nous                    |
| 1948  | Michael Redgrave  | Orin Mannon                 | Le deuil sied à Électre             |
| 1949  | Laurence Olivier  | Hamlet                      | Hamlet                              |
| 1949  | Lew Ayres         | Docteur Robert Richardson   | Johnny Belinda                      |
| 1949  | Montgomery Clift  | Ralph Stevenson             | Les Anges marqués                   |
| 1949  | Dan Dailey        | 'Skid' Johnson              | When My Baby Smiles at Me           |
| 1949  | Clifton Webb      | Lynn Aloysius Belvedere     | Bonne à tout faire                  |

### Années 1950
| Année | Acteur             | Rôle                                 | Film                                  |
| ----- | ------------------ | ------------------------------------ | ------------------------------------- |
| 1950  | Broderick Crawford | Willie Stark                         | Les Fous du roi                       |
| 1950  | Kirk Douglas       | Michael Kelly                        | Le Champion                           |
| 1950  | Gregory Peck       | Frank Savage                         | Un homme de fer                       |
| 1950  | Richard Todd       | Lachlan MacLachlan                   | Le Dernier voyage                     |
| 1950  | John Wayne         | John M. Stryker                      | Iwo Jima                              |
| 1951  | José Ferrer        | Cyrano de Bergerac                   | Cyrano de Bergerac                    |
| 1951  | Louis Calhern      | Oliver Wendell Holmes Jr.            | The Magnificent Yankee                |
| 1951  | William Holden     | Joe Gillis                           | Boulevard du crépuscule               |
| 1951  | James Stewart      | Elwood P. Dowd                       | Harvey                                |
| 1951  | Spencer Tracy      | Stanley T. Banks                     | Le Père de la mariée                  |
| 1952  | Humphrey Bogart    | Charlie Allnut                       | L'Odyssée de l'African Queen          |
| 1952  | Marlon Brando      | Stanley Kowalski                     | Un tramway nommé Désir                |
| 1952  | Montgomery Clift   | George Eastman                       | Une place au soleil                   |
| 1952  | Arthur Kennedy     | Larry Nevins                         | La Nouvelle Aurore                    |
| 1952  | Fredric March      | Willy Loman                          | Mort d'un commis voyageur             |
| 1953  | Gary Cooper        | Will Kane                            | Le train sifflera trois fois          |
| 1953  | Marlon Brando      | Emiliano Zapata                      | Viva Zapata !                         |
| 1953  | Kirk Douglas       | Jonathan Shields                     | Les Ensorcelés                        |
| 1953  | José Ferrer        | Alphonse / Henri de Toulouse-Lautrec | Moulin Rouge                          |
| 1953  | Alec Guinness      | M. Holland                           | De l'or en barre                      |
| 1954  | William Holden     | Sefton                               | Stalag 17                             |
| 1954  | Marlon Brando      | Marc Antoine                         | Jules César                           |
| 1954  | Richard Burton     | Marcellus Gallio                     | La Tunique                            |
| 1954  | Montgomery Clift   | Robert Lee Prewitt                   | Tant qu'il y aura des hommes          |
| 1954  | Burt Lancaster     | Milton Warden                        | Tant qu'il y aura des hommes          |
| 1955  | Marlon Brando      | Terry Malloy                         | Sur les quais                         |
| 1955  | Humphrey Bogart    | Philip Frances Queeg                 | Ouragan sur le Caine                  |
| 1955  | Bing Crosby        | Frank Elgin                          | Une fille de la province              |
| 1955  | James Mason        | Norman Maine                         | Une étoile est née                    |
| 1955  | Dan O'Herlihy      | Robinson Crusoé                      | Les Aventures de Robinson Crusoé      |
| 1956  | Ernest Borgnine    | Marty Pilletti                       | Marty                                 |
| 1956  | James Cagney       | Martin Snyder                        | Les Pièges de la passion              |
| 1956  | James Dean         | Cal Trask                            | À l'est d'Éden                        |
| 1956  | Frank Sinatra      | Frankie Machine                      | L'Homme au bras d'or                  |
| 1956  | Spencer Tracy      | John J. Macreedy                     | Un homme est passé                    |
| 1957  | Yul Brynner        | Rama IV                              | Le Roi et moi                         |
| 1957  | James Dean         | Jett Rink                            | Géant                                 |
| 1957  | Kirk Douglas       | Vincent van Gogh                     | La Vie passionnée de Vincent van Gogh |
| 1957  | Rock Hudson        | Jordan Benedict                      | Géant                                 |
| 1957  | Laurence Olivier   | Richard III                          | Richard III                           |
| 1958  | Alec Guinness      | Le colonel Nicholson                 | Le Pont de la rivière Kwai            |
| 1958  | Marlon Brando      | Lloyd Gruver                         | Sayonara                              |
| 1958  | Anthony Franciosa  | Polo Pope                            | Une poignée de neige                  |
| 1958  | Charles Laughton   | Sir Wilfried Robarts                 | Témoin à charge                       |
| 1958  | Anthony Quinn      | Gino                                 | Car sauvage est le vent               |
| 1959  | David Niven        | Le major Pollock                     | Tables séparées                       |
| 1959  | Tony Curtis        | John Jackson                         | La Chaîne                             |
| 1959  | Paul Newman        | Brick Pollitt                        | La Chatte sur un toit brûlant         |
| 1959  | Sidney Poitier     | Noah Cullen                          | La Chaîne                             |
| 1959  | Spencer Tracy      | Le vieil homme / Le narrateur        | Le Vieil Homme et la Mer              |

### Années 1960
| Année | Acteur               | Rôle                                                | Film                              |
| ----- | -------------------- | --------------------------------------------------- | --------------------------------- |
| 1960  | Charlton Heston      | Judas Ben-Hur                                       | Ben-Hur                           |
| 1960  | Laurence Harvey      | Joe Lampton                                         | Les Chemins de la haute ville     |
| 1960  | Jack Lemmon          | Jerry / Géraldine / Daphné                          | Certains l'aiment chaud           |
| 1960  | Paul Muni            | Docteur Sam Abelman                                 | La Colère du juste                |
| 1960  | James Stewart        | Paul Biegler                                        | Autopsie d'un meurtre             |
| 1961  | Burt Lancaster       | Elmer Gantry                                        | Elmer Gantry le charlatan         |
| 1961  | Trevor Howard        | Walter Morel                                        | Amants et Fils                    |
| 1961  | Jack Lemmon          | Calvin Clifford Baxter                              | La Garçonnière                    |
| 1961  | Laurence Olivier     | Archie Rice                                         | Le Cabotin                        |
| 1961  | Spencer Tracy        | Henry Drummond                                      | Procès de singe                   |
| 1962  | Maximilian Schell    | Hans Rolfe                                          | Jugement à Nuremberg              |
| 1962  | Charles Boyer        | César                                               | Fanny                             |
| 1962  | Paul Newman          | Eddie Felson                                        | L'Arnaqueur                       |
| 1962  | Spencer Tracy        | Juge Dan Haywood                                    | Jugement à Nuremberg              |
| 1962  | Stuart Whitman       | Jim Fuller                                          | La Marque                         |
| 1963  | Gregory Peck         | Atticus Finch                                       | Du silence et des ombres          |
| 1963  | Burt Lancaster       | Robert Franklin Stroud                              | Le Prisonnier d'Alcatraz          |
| 1963  | Jack Lemmon          | Joe Clay                                            | Le Jour du vin et des roses       |
| 1963  | Marcello Mastroianni | Ferdinando Cefalù                                   | Divorce à l'italienne             |
| 1963  | Peter O'Toole        | Thomas Edward Lawrence                              | Lawrence d'Arabie                 |
| 1964  | Sidney Poitier       | Homer Smith                                         | Le Lys des champs                 |
| 1964  | Albert Finney        | Tom Jones                                           | Tom Jones                         |
| 1964  | Richard Harris       | Frank Machin                                        | Le Prix d'un homme                |
| 1964  | Rex Harrison         | Jules César                                         | Cléopâtre                         |
| 1964  | Paul Newman          | Hud Bannon                                          | Le Plus Sauvage d'entre tous      |
| 1965  | Rex Harrison         | Professeur Henry Higgins                            | My Fair Lady                      |
| 1965  | Richard Burton       | Thomas Becket                                       | Becket                            |
| 1965  | Peter O'Toole        | Henri II                                            | Becket                            |
| 1965  | Anthony Quinn        | Alexis Zorba                                        | Zorba le Grec                     |
| 1965  | Peter Sellers        | Lionel Mandrake / Merkin Muffley / Docteur Folamour | Docteur Folamour                  |
| 1966  | Lee Marvin           | Kid Shelleen / Tim Strawn                           | Cat Ballou                        |
| 1966  | Richard Burton       | Alec Leamas                                         | L'Espion qui venait du froid      |
| 1966  | Laurence Olivier     | Othello                                             | Othello                           |
| 1966  | Rod Steiger          | Sol Nazerman                                        | Le Prêteur sur gages              |
| 1966  | Oskar Werner         | Willie Schumann                                     | La Nef des fous                   |
| 1967  | Paul Scofield        | Sir Thomas More                                     | Un homme pour l'éternité          |
| 1967  | Alan Arkin           | Lieutenant Rozanov                                  | Les Russes arrivent               |
| 1967  | Richard Burton       | George                                              | Qui a peur de Virginia Woolf ?    |
| 1967  | Michael Caine        | Alfie Elkins                                        | Alfie le dragueur                 |
| 1967  | Steve McQueen        | Jake Holman                                         | La Canonnière du Yang-Tsé         |
| 1968  | Rod Steiger          | Bill Gillespie                                      | Dans la chaleur de la nuit        |
| 1968  | Warren Beatty        | Clyde Barrow                                        | Bonnie et Clyde                   |
| 1968  | Dustin Hoffman       | Benjamin Braddock                                   | Le Lauréat                        |
| 1968  | Paul Newman          | Lucas Jackson                                       | Luke la main froide               |
| 1968  | Spencer Tracy        | Matt Drayton                                        | Devine qui vient dîner...         |
| 1969  | Cliff Robertson      | Charly Gordon                                       | Charly                            |
| 1969  | Alan Arkin           | John Singer                                         | Le cœur est un chasseur solitaire |
| 1969  | Alan Bates           | Yakov Bok                                           | L'Homme de Kiev                   |
| 1969  | Ron Moody            | Fagin                                               | Oliver !                          |
| 1969  | Peter O'Toole        | Henri II                                            | Le Lion en hiver                  |

### Années 1970
| Année | Acteur               | Rôle                    | Film                                   |
| ----- | -------------------- | ----------------------- | -------------------------------------- |
| 1970  | John Wayne           | Rooster Cogburn         | Cent dollars pour un shérif            |
| 1970  | Richard Burton       | Henri VIII              | Anne des mille jours                   |
| 1970  | Dustin Hoffman       | Enrico Salvatore Rizzo  | Macadam Cowboy                         |
| 1970  | Peter O'Toole        | Arthur Chipping         | Goodbye, Mr. Chips                     |
| 1970  | Jon Voight           | Joe Buck                | Macadam Cowboy                         |
| 1971  | George C. Scott      | George Patton           | Patton                                 |
| 1971  | Melvyn Douglas       | Tom Garrison            | Je n'ai jamais chanté pour mon père    |
| 1971  | James Earl Jones     | Jack Jefferson          | L'Insurgé                              |
| 1971  | Jack Nicholson       | Robert Eroica Dupea     | Cinq pièces faciles                    |
| 1971  | Ryan O'Neal          | Oliver Barrett IV       | Love Story                             |
| 1972  | Gene Hackman         | Jimmy Doyle             | French Connection                      |
| 1972  | Peter Finch          | Docteur Daniel Hirsh    | Un dimanche comme les autres           |
| 1972  | Walter Matthau       | Joseph P. Kotcher       | Kotch                                  |
| 1972  | George C. Scott      | Docteur Bock            | L'Hôpital                              |
| 1972  | Chaim Topol          | Tevye                   | Un violon sur le toit                  |
| 1973  | Marlon Brando        | Don Vito Corleone       | Le Parrain                             |
| 1973  | Michael Caine        | Milo Tindle             | Le Limier                              |
| 1973  | Laurence Olivier     | Andrew Wyke             | Le Limier                              |
| 1973  | Peter O'Toole        | Jack Gurney             | Dieu et mon droit                      |
| 1973  | Paul Winfield        | Nathan Lee Morgan       | Sounder                                |
| 1974  | Jack Lemmon          | Harry Stoner            | Sauvez le tigre                        |
| 1974  | Marlon Brando        | Paul                    | Le Dernier Tango à Paris               |
| 1974  | Jack Nicholson       | SM1 Billy Buddusky      | La Dernière Corvée                     |
| 1974  | Al Pacino            | Frank Serpico           | Serpico                                |
| 1974  | Robert Redford       | Johnny Hocker           | L'Arnaque                              |
| 1975  | Art Carney           | Harry                   | Harry et Tonto                         |
| 1975  | Albert Finney        | Hercule Poirot          | Le Crime de l'Orient-Express           |
| 1975  | Dustin Hoffman       | Lenny Bruce             | Lenny                                  |
| 1975  | Jack Nicholson       | J.J. Gittes             | Chinatown                              |
| 1975  | Al Pacino            | Michael Corleone        | Le Parrain, 2e partie                  |
| 1976  | Jack Nicholson       | Randle Patrick McMurphy | Vol au-dessus d'un nid de coucou       |
| 1976  | Walter Matthau       | Willy Clark             | The Sunshine Boys                      |
| 1976  | Al Pacino            | Sonny Wortzik           | Un après-midi de chien                 |
| 1976  | Maximilian Schell    | Arthur Goldman          | The Man in the Glass Booth             |
| 1976  | James Whitmore       | Harry S. Truman         | Give 'em Hell, Harry!                  |
| 1977  | Peter Finch          | Howard Beale            | Network : Main basse sur la télévision |
| 1977  | Robert De Niro       | Travis Bickle           | Taxi Driver                            |
| 1977  | Giancarlo Giannini   | Pasqualino Frafuso      | Pasqualino                             |
| 1977  | William Holden       | Max Schumacher          | Network : Main basse sur la télévision |
| 1977  | Sylvester Stallone   | Rocky Balboa            | Rocky                                  |
| 1978  | Richard Dreyfuss     | Elliot Garfield         | Adieu, je reste                        |
| 1978  | Woody Allen          | Alvy Singer             | Annie Hall                             |
| 1978  | Richard Burton       | Martin Dysart           | Equus                                  |
| 1978  | Marcello Mastroianni | Gabriele                | Une journée particulière               |
| 1978  | John Travolta        | Tony Manero             | La Fièvre du samedi soir               |
| 1979  | Jon Voight           | Luke Martin             | Le Retour                              |
| 1979  | Warren Beatty        | Joe Pendleton           | Le ciel peut attendre                  |
| 1979  | Gary Busey           | Buddy Holly             | The Buddy Holly Story                  |
| 1979  | Robert De Niro       | Michael Vronsky         | Voyage au bout de l'enfer              |
| 1979  | Laurence Olivier     | Ezra Lieberman          | Ces garçons qui venaient du Brésil     |

### Années 1980
| Année | Acteur               | Rôle                              | Film                           |
| ----- | -------------------- | --------------------------------- | ------------------------------ |
| 1980  | Dustin Hoffman       | Ted Kramer                        | Kramer contre Kramer           |
| 1980  | Jack Lemmon          | Jack Godell                       | Le Syndrome chinois            |
| 1980  | Al Pacino            | Arthur Kirkland                   | Justice pour tous              |
| 1980  | Roy Scheider         | Joe Gideon                        | Que le spectacle commence      |
| 1980  | Peter Sellers        | Chauncey Gardiner                 | Bienvenue, mister Chance       |
| 1981  | Robert De Niro       | Jake LaMotta                      | Raging Bull                    |
| 1981  | Robert Duvall        | Lieutenant-colonel Meechum        | The Great Santini              |
| 1981  | John Hurt            | John Merrick                      | Elephant Man                   |
| 1981  | Jack Lemmon          | Scottie Templeton                 | Un fils pour l'été             |
| 1981  | Peter O'Toole        | Eli Cross                         | Le Diable en boîte             |
| 1982  | Henry Fonda          | Norman Thayer Jr.                 | La Maison du lac               |
| 1982  | Warren Beatty        | John Silas Reed                   | Reds                           |
| 1982  | Burt Lancaster       | Lou                               | Atlantic City                  |
| 1982  | Dudley Moore         | Arthur Bach                       | Arthur                         |
| 1982  | Paul Newman          | Michael Colin Gallagher           | Absence de malice              |
| 1983  | Ben Kingsley         | Mahatma Gandhi                    | Gandhi                         |
| 1983  | Dustin Hoffman       | Michael Dorsey / Dorothy Michaels | Tootsie                        |
| 1983  | Jack Lemmon          | Ed Horman                         | Missing                        |
| 1983  | Paul Newman          | Frank Galvin                      | Le Verdict                     |
| 1983  | Peter O'Toole        | Alan Swann                        | Où est passée mon idole ?      |
| 1984  | Robert Duvall        | McSledge                          | Tendre Bonheur                 |
| 1984  | Michael Caine        | Docteur Frank Bryant              | L'Éducation de Rita            |
| 1984  | Tom Conti            | Gowan McGland                     | Reuben, Reuben                 |
| 1984  | Tom Courtenay        | Norman                            | L'Habilleur                    |
| 1984  | Albert Finney        | Sir                               | L'Habilleur                    |
| 1985  | F. Murray Abraham    | Antonio Salieri                   | Amadeus                        |
| 1985  | Jeff Bridges         | Starman                           | Starman                        |
| 1985  | Albert Finney        | Geoffrey Firmin                   | Au-dessous du volcan           |
| 1985  | Tom Hulce            | Wolfgang Amadeus Mozart           | Amadeus                        |
| 1985  | Sam Waterston        | Sydney Schanberg                  | La Déchirure                   |
| 1986  | William Hurt         | Luis Molina                       | Le Baiser de la femme araignée |
| 1986  | Harrison Ford        | John Book                         | Witness                        |
| 1986  | James Garner         | Murphy Jones                      | Murphy's Romance               |
| 1986  | Jack Nicholson       | Charley Partanna                  | L'Honneur des Prizzi           |
| 1986  | Jon Voight           | Oscar Manheim                     | Runaway Train                  |
| 1987  | Paul Newman          | Eddie Felson                      | La Couleur de l'argent         |
| 1987  | Dexter Gordon        | Dale Turner                       | Autour de minuit               |
| 1987  | Bob Hoskins          | George                            | Mona Lisa                      |
| 1987  | William Hurt         | James Leeds                       | Les Enfants du silence         |
| 1987  | James Woods          | Richard Boyle                     | Salvador                       |
| 1988  | Michael Douglas      | Gordon Gekko                      | Wall Street                    |
| 1988  | William Hurt         | Tom Grunick                       | Broadcast News                 |
| 1988  | Marcello Mastroianni | Romano                            | Les Yeux noirs                 |
| 1988  | Jack Nicholson       | Francis Phelan                    | Ironweed                       |
| 1988  | Robin Williams       | Adrian Cronauer                   | Good Morning, Vietnam          |
| 1989  | Dustin Hoffman       | Raymond Babbitt                   | Rain Man                       |
| 1989  | Gene Hackman         | Rupert Anderson                   | Mississippi Burning            |
| 1989  | Tom Hanks            | Josh                              | Big                            |
| 1989  | Edward James Olmos   | Jaime A. Escalante                | Envers et contre tous          |
| 1989  | Max von Sydow        | Lassefar                          | Pelle le Conquérant            |

### Années 1990
| Année | Acteur             | Rôle                                                              | Film                             |
| ----- | ------------------ | ----------------------------------------------------------------- | -------------------------------- |
| 1990  | Daniel Day-Lewis   | Christy Brown                                                     | My Left Foot                     |
| 1990  | Kenneth Branagh    | Henri V                                                           | Henry V                          |
| 1990  | Tom Cruise         | Ron Kovic                                                         | Né un 4 juillet                  |
| 1990  | Morgan Freeman     | Hoke Colburn                                                      | Miss Daisy et son chauffeur      |
| 1990  | Robin Williams     | John Keating                                                      | Le Cercle des poètes disparus    |
| 1991  | Jeremy Irons       | Claus von Bülow                                                   | Le Mystère von Bülow             |
| 1991  | Kevin Costner      | John Dunbar / Sunkmanitu Tanka Ob'waci / « Danse avec les loups » | Danse avec les loups             |
| 1991  | Robert De Niro     | Leonard Lowe                                                      | L'Éveil                          |
| 1991  | Gérard Depardieu   | Cyrano de Bergerac                                                | Cyrano de Bergerac               |
| 1991  | Richard Harris     | Bull McCabe                                                       | The Field                        |
| 1992  | Anthony Hopkins    | Hannibal Lecter                                                   | Le Silence des agneaux           |
| 1992  | Warren Beatty      | Bugsy Siegel                                                      | Bugsy                            |
| 1992  | Robert De Niro     | Max Cady                                                          | Les Nerfs à vif                  |
| 1992  | Nick Nolte         | Tom Wingo                                                         | Le Prince des marées             |
| 1992  | Robin Williams     | Parry                                                             | The Fisher King : Le Roi pêcheur |
| 1993  | Al Pacino          | Flank Slade                                                       | Le Temps d'un week-end           |
| 1993  | Robert Downey Jr.  | Charlie Chaplin                                                   | Chaplin                          |
| 1993  | Clint Eastwood     | William Munny                                                     | Impitoyable                      |
| 1993  | Stephen Rea        | Fergus                                                            | The Crying Game                  |
| 1993  | Denzel Washington  | Malcolm X                                                         | Malcolm X                        |
| 1994  | Tom Hanks          | Andrew Beckett                                                    | Philadelphia                     |
| 1994  | Daniel Day-Lewis   | Gerry Conlon                                                      | Au nom du père                   |
| 1994  | Laurence Fishburne | Ike Turner                                                        | Tina                             |
| 1994  | Anthony Hopkins    | James Stevens                                                     | Les Vestiges du jour             |
| 1994  | Liam Neeson        | Oskar Schindler                                                   | La Liste de Schindler            |
| 1995  | Tom Hanks          | Forrest Gump                                                      | Forrest Gump                     |
| 1995  | Morgan Freeman     | Ellis Boyd Redding                                                | Les Évadés                       |
| 1995  | Nigel Hawthorne    | George III                                                        | La Folie du roi George           |
| 1995  | Paul Newman        | Sully Sullivan                                                    | Un homme presque parfait         |
| 1995  | John Travolta      | Vincent Vega                                                      | Pulp Fiction                     |
| 1996  | Nicolas Cage       | Ben Sanderson                                                     | Leaving Las Vegas                |
| 1996  | Richard Dreyfuss   | Glenn Holland                                                     | Professeur Holland               |
| 1996  | Anthony Hopkins    | Richard Nixon                                                     | Nixon                            |
| 1996  | Sean Penn          | Matthew Poncelet                                                  | La Dernière Marche               |
| 1996  | Massimo Troisi     | Mario Ruoppolo                                                    | Le Facteur                       |
| 1997  | Geoffrey Rush      | David Helfgott                                                    | Shine                            |
| 1997  | Tom Cruise         | Jerry Maguire                                                     | Jerry Maguire                    |
| 1997  | Ralph Fiennes      | László Almásy                                                     | Le Patient anglais               |
| 1997  | Woody Harrelson    | Larry Flynt                                                       | Larry Flynt                      |
| 1997  | Billy Bob Thornton | Karl Childers                                                     | Sling Blade                      |
| 1998  | Jack Nicholson     | Melvin Udall                                                      | Pour le pire et pour le meilleur |
| 1998  | Matt Damon         | Will Hunting                                                      | Will Hunting                     |
| 1998  | Robert Duvall      | Euliss Dewey                                                      | Le Prédicateur                   |
| 1998  | Peter Fonda        | Ulee Jackson                                                      | L'Or de la vie                   |
| 1998  | Dustin Hoffman     | Stanley Motss                                                     | Des hommes d'influence           |
| 1999  | Roberto Benigni    | Guido                                                             | La vie est belle                 |
| 1999  | Tom Hanks          | John H. Miller                                                    | Il faut sauver le soldat Ryan    |
| 1999  | Ian McKellen       | James Whale                                                       | Ni Dieux ni Démons               |
| 1999  | Nick Nolte         | Wade Whitehouse                                                   | Affliction                       |
| 1999  | Edward Norton      | Derek Vinyard                                                     | American History X               |

### Années 2000
| Année | Acteur                 | Rôle                             | Film                                                 |
| ----- | ---------------------- | -------------------------------- | ---------------------------------------------------- |
| 2000  | Kevin Spacey           | Lester Burnham                   | American Beauty                                      |
| 2000  | Russell Crowe          | Jeffrey Wigand                   | Révélations                                          |
| 2000  | Richard Farnsworth     | Alvin Straight                   | Une histoire vraie                                   |
| 2000  | Sean Penn              | Emmet Ray                        | Accords et désaccords                                |
| 2000  | Denzel Washington      | Rubin Carter                     | Hurricane Carter                                     |
| 2001  | Russell Crowe          | Maximus Decimus Meridius         | Gladiator                                            |
| 2001  | Javier Bardem          | Reinaldo Arenas                  | Avant la nuit                                        |
| 2001  | Tom Hanks              | Chuck Noland                     | Seul au monde                                        |
| 2001  | Ed Harris              | Jackson Pollock                  | Pollock                                              |
| 2001  | Geoffrey Rush          | Le marquis de Sade               | Quills, la plume et le sang                          |
| 2002  | Denzel Washington      | Alonzo Harris                    | Training Day                                         |
| 2002  | Russell Crowe          | John Forbes Nash                 | Un homme d'exception                                 |
| 2002  | Sean Penn              | Saw Dawson                       | Sam, je suis Sam                                     |
| 2002  | Will Smith             | Mohamed Ali                      | Ali                                                  |
| 2002  | Tom Wilkinson          | Matt Fowler                      | In the Bedroom                                       |
| 2003  | Adrien Brody           | Władysław Szpilman               | Le Pianiste                                          |
| 2003  | Nicolas Cage           | Charlie Kaufman / Donald Kaufman | Adaptation                                           |
| 2003  | Michael Caine          | Thomas Fowler                    | Un Américain bien tranquille                         |
| 2003  | Daniel Day-Lewis       | William Cutting                  | Gangs of New York                                    |
| 2003  | Jack Nicholson         | Warren Schmidt                   | Monsieur Schmidt                                     |
| 2004  | Sean Penn              | Jimmy Markum                     | Mystic River                                         |
| 2004  | Johnny Depp            | Jack Sparrow                     | Pirates des Caraïbes : La Malédiction du Black Pearl |
| 2004  | Ben Kingsley           | Behrani                          | House of Sand and Fog                                |
| 2004  | Jude Law               | Inman                            | Retour à Cold Mountain                               |
| 2004  | Bill Murray            | Bob Harris                       | Lost in Translation                                  |
| 2005  | Jamie Foxx             | Ray Charles                      | Ray                                                  |
| 2005  | Don Cheadle            | Paul Rusesabagina                | Hôtel Rwanda                                         |
| 2005  | Johnny Depp            | J. M. Barrie                     | Neverland                                            |
| 2005  | Leonardo DiCaprio      | Howard Hughes                    | Aviator                                              |
| 2005  | Clint Eastwood         | Frankie Dunn                     | Million Dollar Baby                                  |
| 2006  | Philip Seymour Hoffman | Truman Capote                    | Truman Capote                                        |
| 2006  | Terrence Howard        | DJay                             | Hustle et Flow                                       |
| 2006  | Heath Ledger           | Ennis del Mar                    | Le Secret de Brokeback Mountain                      |
| 2006  | Joaquin Phoenix        | Johnny Cash                      | Walk the Line                                        |
| 2006  | David Strathairn       | Edward R. Murrow                 | Good Night and Good Luck                             |
| 2007  | Forest Whitaker        | Idi Amin Dada                    | Le Dernier Roi d'Écosse                              |
| 2007  | Leonardo DiCaprio      | Danny Archer                     | Blood Diamond                                        |
| 2007  | Ryan Gosling           | Dan Dunne                        | Half Nelson                                          |
| 2007  | Peter O'Toole          | Maurice                          | Venus                                                |
| 2007  | Will Smith             | Chris Gardner                    | À la recherche du bonheur                            |
| 2008  | Daniel Day-Lewis       | Daniel Plainview                 | There Will Be Blood                                  |
| 2008  | George Clooney         | Michael Clayton                  | Michael Clayton                                      |
| 2008  | Johnny Depp            | Sweeney Todd                     | Sweeney Todd : Le Diabolique Barbier de Fleet Street |
| 2008  | Tommy Lee Jones        | Hank Deerfield                   | Dans la vallée d'Elah                                |
| 2008  | Viggo Mortensen        | Nikolai Luzhin                   | Les Promesses de l'ombre                             |
| 2009  | Sean Penn              | Harvey Milk                      | Harvey Milk                                          |
| 2009  | Richard Jenkins        | Walter Vale                      | The Visitor                                          |
| 2009  | Frank Langella         | Richard Nixon                    | Frost/Nixon, l'heure de vérité                       |
| 2009  | Brad Pitt              | Benjamin Button                  | L'Étrange Histoire de Benjamin Button                |
| 2009  | Mickey Rourke          | Randy Robinson                   | The Wrestler                                         |

### Années 2010
| Année | Acteur               | Rôle                   | Film                                             |
| ----- | -------------------- | ---------------------- | ------------------------------------------------ |
| 2010  | Jeff Bridges         | Bad Blake              | Crazy Heart                                      |
| 2010  | George Clooney       | Ryan Bingham           | In the Air                                       |
| 2010  | Colin Firth          | George                 | A Single Man                                     |
| 2010  | Morgan Freeman       | Nelson Mandela         | Invictus                                         |
| 2010  | Jeremy Renner        | William Janes          | Démineurs                                        |
| 2011  | Colin Firth          | George VI              | Le Discours d'un roi                             |
| 2011  | Javier Bardem        | Uxbal                  | Biutiful                                         |
| 2011  | Jeff Bridges         | Ruben Cogburn          | True Grit                                        |
| 2011  | Jesse Eisenberg      | Mark Zuckerberg        | The Social Network                               |
| 2011  | James Franco         | Aron Ralston           | 127 heures                                       |
| 2012  | Jean Dujardin        | Georges Valentin       | The Artist                                       |
| 2012  | Demián Bichir        | Carlos Galindo         | A Better Life                                    |
| 2012  | George Clooney       | Matt King              | The Descendants                                  |
| 2012  | Gary Oldman          | George Smiley          | La Taupe                                         |
| 2012  | Brad Pitt            | Billy Beane            | Le Stratège                                      |
| 2013  | Daniel Day-Lewis     | Abraham Lincoln        | Lincoln                                          |
| 2013  | Bradley Cooper       | Pat Solitano           | Happiness Therapy                                |
| 2013  | Hugh Jackman         | Jean Valjean           | Les Misérables                                   |
| 2013  | Joaquin Phoenix      | Freddie Quell          | The Master                                       |
| 2013  | Denzel Washington    | Whip Whitaker          | Flight                                           |
| 2014  | Matthew McConaughey  | Ron Woodroof           | Dallas Buyers Club                               |
| 2014  | Christian Bale       | Irving Rosenfeld       | American Bluff                                   |
| 2014  | Bruce Dern           | Woody Grant            | Nebraska                                         |
| 2014  | Leonardo DiCaprio    | Jordan Belfort         | Le Loup de Wall Street                           |
| 2014  | Chiwetel Ejiofor     | Solomon Northup        | Twelve Years a Slave                             |
| 2015  | Eddie Redmayne       | Stephen Hawking        | Une merveilleuse histoire du temps               |
| 2015  | Steve Carell         | John Eleuthère du Pont | Foxcatcher                                       |
| 2015  | Bradley Cooper       | Chris Kyle             | American Sniper                                  |
| 2015  | Benedict Cumberbatch | Alan Turing            | Imitation Game                                   |
| 2015  | Michael Keaton       | Riggan Thomson         | Birdman ou (la surprenante vertu de l'ignorance) |
| 2016  | Leonardo DiCaprio    | Hugh Glass             | The Revenant                                     |
| 2016  | Bryan Cranston       | Dalton Trumbo          | Dalton Trumbo                                    |
| 2016  | Matt Damon           | Mark Watney            | Seul sur Mars                                    |
| 2016  | Michael Fassbender   | Steve Jobs             | Steve Jobs                                       |
| 2016  | Eddie Redmayne       | Lili Elbe              | Danish Girl                                      |
| 2017  | Casey Affleck        | Lee Chandler           | Manchester by the Sea                            |
| 2017  | Andrew Garfield      | Desmond Doss           | Tu ne tueras point                               |
| 2017  | Ryan Gosling         | Sebastian Wilder       | La La Land                                       |
| 2017  | Viggo Mortensen      | Ben                    | Captain Fantastic                                |
| 2017  | Denzel Washington    | Troy Maxson            | Fences                                           |
| 2018  | Gary Oldman          | Winston Churchill      | Les Heures sombres                               |
| 2018  | Timothée Chalamet    | Elio Perlman           | Call Me by Your Name                             |
| 2018  | Daniel Day-Lewis     | Reynolds Woodcoks      | Phantom Thread                                   |
| 2018  | Daniel Kaluuya       | Chris Washington       | Get Out                                          |
| 2018  | Denzel Washington    | Roman J. Israel        | L'Affaire Roman J.                               |
| 2019  | Rami Malek           | Freddie Mercury        | Bohemian Rhapsody                                |
| 2019  | Christian Bale       | Dick Cheney            | Vice                                             |
| 2019  | Bradley Cooper       | Jackson Maine          | A Star Is Born                                   |
| 2019  | Willem Dafoe         | Vincent van Gogh       | At Eternity's Gate                               |
| 2019  | Viggo Mortensen      | Tony Lip               | Green Book : Sur les routes du Sud               |

### Années 2020
| Année | Acteur               | Rôle                                  | Film                             |
| ----- | -------------------- | ------------------------------------- | -------------------------------- |
| 2020  | Joaquin Phoenix      | Arthur Fleck / le Joker               | Joker                            |
| 2020  | Antonio Banderas     | Salvador Mallo                        | Douleur et Gloire                |
| 2020  | Leonardo DiCaprio    | Rick Dalton                           | Once Upon a Time... in Hollywood |
| 2020  | Adam Driver          | Charles Barber                        | Marriage Story                   |
| 2020  | Jonathan Pryce       | Pape François (Jorge Mario Bergoglio) | Les Deux Papes                   |
| 2021  | Anthony Hopkins      | Anthony                               | The Father                       |
| 2021  | Riz Ahmed            | Ruben                                 | Sound of Metal                   |
| 2021  | Chadwick Boseman     | Lee                                   | Le Blues de Ma Rainey            |
| 2021  | Gary Oldman          | Herman J. Mankiewicz                  | Mank                             |
| 2021  | Steven Yeun          | Jacob Yi                              | Minari                           |
| 2022  | Will Smith           | Richard Williams                      | La Méthode Williams              |
| 2022  | Javier Bardem        | Desi Arnaz                            | Being the Ricardos               |
| 2022  | Benedict Cumberbatch | Phil Burbank                          | Le Pouvoir du Chien              |
| 2022  | Andrew Garfield      | Jonathan Larson                       | Tick, Tick... Boom!              |
| 2022  | Denzel Washington    | Macbeth                               | The Tragedy of Lady Macbeth      |
| 2023  | Brendan Fraser       | Charlie                               | The Whale                        |
| 2023  | Austin Butler        | Elvis Presley                         | Elvis                            |
| 2023  | Colin Farrell        | Pádraic Súilleabháin                  | Les Banshees d'Inisherin         |
| 2023  | Paul Mescal          | Calum                                 | Aftersun                         |
| 2023  | Bill Nighy           | M. Williams                           | Vivre                            |
| 2024  | Cillian Murphy       | Robert Oppenheimer                    | Oppenheimer                      |
| 2024  | Bradley Cooper       | Leonard Bernstein                     | Maestro                          |
| 2024  | Colman Domingo       | Bayard Rustin                         | Bayard Rustin                    |
| 2024  | Paul Giamatti        | Paul Hunham                           | Winter Break                     |
| 2024  | Jeffrey Wright       | Thelonius « Monk » Ellison            | Fiction à l'américaine           |
| 2025  | Adrien Brody         | Laszlo Toth                           | The Brutalist                    |
| 2025  | Timothée Chalamet    | Bob Dylan                             | Un parfait inconnu               |
| 2025  | Colman Domingo       | Divine G                              | Sing Sing                        |
| 2025  | Ralph Fiennes        | Cardinal Lawrence                     | Conclave                         |
| 2025  | Sebastian Stan       | Donald Trump                          | The Apprentice                   |

## Historique
À ce jour[Quand ?] :
- Daniel Day-Lewis est le seul à avoir été récompensé à trois reprises dans cette catégorie : en 1990, 2008 et 2013.

Dix autres comédiens y ont été récompensés deux fois :
- Spencer Tracy en 1938 et 1939 ;
- Fredric March en 1933 et 1947 ;
- Gary Cooper en 1942 et 1953 ;
- Marlon Brando en 1955 et 1973 ;
- Dustin Hoffman en 1980 et 1989 ;
- Tom Hanks en 1994 et 1995 ;
- Jack Nicholson en 1976 et 1998 ;
- Sean Penn en 2004 et 2009 ;
- Anthony Hopkins en 1992 et 2021 ;
- Adrien Brody en 2003 et 2025.

Quatre acteurs ont réussi un autre doublé, celui de décrocher dans un premier temps l'Oscar du meilleur acteur dans un second rôle, puis l'Oscar du meilleur acteur :
- Jack Lemmon en 1956, puis en 1974 ;
- Robert De Niro en 1975, puis en 1981 ;
- Denzel Washington en 1990, puis en 2002 ;
- Kevin Spacey en 1996, puis en 2000.

Gene Hackman a, lui, d'abord été récompensé en tant que meilleur acteur en 1972, puis en tant que meilleur acteur dans un second rôle en 1993.
Cinq acteurs français ont pu prétendre au titre :
- Maurice Chevalier (1930) ;
- Charles Boyer (1937, 1938, 1944, 1961) ;
- Gérard Depardieu (1991) ;
- Jean Dujardin (2012) ;
- Timothée Chalamet (2018, 2025).

Deux acteurs ont refusé l'Oscar :
- George C. Scott en 1971 ;
- Marlon Brando en 1973.

Seul trois acteurs ont réussi à remporter le prix pour une comédie musicale :
- Bing Crosby en 1945 ;
- Yul Brynner en 1956 ;
- Rex Harrison en 1965.

Marlon Brando a reçu quatre nominations d'affilée du meilleur acteur entre 1952 et 1955, un record, remportant le premier de ses deux Oscars lors de l'édition 1955.
Peter Finch a reçu un Oscar à titre posthume du meilleur acteur en 1977.
Laurence Olivier et Spencer Tracy sont à ce jour[Quand ?] les interprètes masculins ayant reçu le plus grand nombre de nominations dans la catégorie, à savoir 9.
Jack Nicholson est le seul acteur à avoir reçu deux Oscars du meilleur acteur (en 1976 et 1998) et un du meilleur acteur dans un second rôle (1984) pour un total de douze nominations, toutes catégories confondues.
Spencer Tracy et Tom Hanks sont les seuls acteurs à avoir obtenu ce trophée deux années consécutives. Les deux comédiens avaient 39 ans au moment de leur seconde victoire.
James Dean est le seul acteur à avoir été nommé deux fois à titre posthume, pour À l'est d'Éden en 1956 et Géant l'année suivante.
L'acteur le plus âgé à avoir été distingué à ce jour[Quand ?] est Anthony Hopkins, récompensé à 83 ans pour The Father en 2021, et le plus jeune Adrien Brody, couronné à 29 ans pour Le Pianiste en 2003.
Un seul film a obtenu trois nominations dans la catégorie du meilleur acteur. En 1936, Clark Gable, Charles Laughton et Franchot Tone sont tous les trois nommés pour Les Révoltés du Bounty. Aucun d'entre eux ne remportera la statuette, qui échut à Victor McLaglen.
Le premier acteur afro-américain à recevoir une nomination dans cette catégorie est Sidney Poitier en 1959 pour La Chaîne, avant d'être le premier à remporter la statuette en 1964 pour Le Lys des champs. Les quatre récipiendaires suivants sont Denzel Washington pour Training Day en 2002, Jamie Foxx pour Ray en 2005, Forest Whitaker pour Le Dernier Roi d'Écosse en 2007 et Will Smith en 2022 pour son interprétation de Richard Williams dans La Méthode Williams.
José Ferrer, d'origine portoricaine, est à ce jour[Quand ?] l'unique acteur hispano-américain à avoir remporté l'Oscar (1951).
Steven Yeun est le premier acteur d’origine asiatique à avoir été nommé dans cette catégorie, en 2021 pour Minari.
Seuls deux acteurs ont réussi à remporter l'Oscar pour un rôle non anglophone : l'Italien Roberto Benigni, en 1999, pour La vie est belle (tourné en italien) et le Français Jean Dujardin, en 2012, pour The Artist (film muet). Le premier interprète masculin jamais nommé aux Oscars pour un rôle non anglophone fut un autre Italien, dans cette catégorie : Marcello Mastroianni, pour Divorce à l'italienne en 1963.

## Récompenses et nominations multiples

### Nominations multiples
9 : Laurence Olivier, Spencer Tracy
8 : Paul Newman, Jack Nicholson, Peter O'Toole
7 : Marlon Brando, Denzel Washington, Dustin Hoffman, Jack Lemmon
6 : Richard Burton, Daniel Day-Lewis, Paul Muni
5 : Gary Cooper, Leonardo DiCaprio, Tom Hanks, Fredric March, Robert De Niro, Al Pacino, Gregory Peck, Sean Penn, James Stewart
4 : Warren Beatty, Bradley Cooper, Charles Boyer, Michael Caine, Ronald Colman, Albert Finney, Burt Lancaster, Anthony Hopkins
3 : Humphrey Bogart, Jeff Bridges, James Cagney, Montgomery Clift, George Clooney, Bing Crosby, Javier Bardem, Russell Crowe, Johnny Depp, Kirk Douglas, Robert Duvall, Morgan Freeman, Clark Gable, William Holden, William Hurt, Charles Laughton, Marcello Mastroianni, Viggo Mortensen, Joaquin Phoenix, William Powell, Jon Voight, Robin Williams, Gary Oldman, Will Smith
2 : Alan Arkin, George Arliss, Christian Bale, Wallace Beery, Adrien Brody, Nicolas Cage,Timothée Chalamet, Tom Cruise, Matt Damon, James Dean, Colman Domingo, Robert Donat, Richard Dreyfuss, Clint Eastwood, José Ferrer, Ralph Fiennes, Peter Finch, Colin Firth, Henry Fonda, Ryan Gosling, Cary Grant, Alec Guinness, Gene Hackman, Richard Harris, Rex Harrison,Leslie Howard, Walter Huston, Ben Kingsley, Walter Matthau, Robert Montgomery, Nick Nolte, Walter Pidgeon, Brad Pitt, Sidney Poitier, Anthony Quinn, Eddie Redmayne, Mickey Rooney, Geoffrey Rush, Maximilian Schell, George C. Scott, Peter Sellers, Rod Steiger, John Travolta, John Wayne, Benedict Cumberbatch, Andrew Garfield

### Récompenses multiples
3 / 6 : Daniel Day-Lewis
2 / 9 : Spencer Tracy
2 / 8 : Jack Nicholson
2 / 7 : Marlon Brando, Dustin Hoffman
2 / 5 : Gary Cooper, Tom Hanks, Fredric March, Sean Penn
2 / 4 : Anthony Hopkins
2 / 2 : Adrien Brody

## Lauréats par nationalité
Les Oscars se déroulant aux États-Unis, ils sont le reflet de l'industrie cinématographique hollywoodienne, et la majorité des lauréats sont américains. Cependant, plusieurs acteurs vainqueurs de l'Oscar du meilleur acteur sont d'origine étrangère :
- Allemagne : Emil Jannings ;
- Australie : Peter Finch (double nationalité australien et britannique), Geoffrey Rush ;
- Autriche : Paul Muni (double nationalité autrichien et américain), Maximilian Schell ;
- Bahamas : Sidney Poitier (double nationalité bahaméen et américain) ;
- Canada : Brendan Fraser (double nationalité canadienne et américain) ;
- France : Jean Dujardin ;
- Hongrie : Paul Lukas ;
- Irlande : Daniel Day-Lewis (double nationalité britannique et irlandais), Cillian Murphy ;
- Italie : Robert De Niro (double nationalité américain et italien), Roberto Benigni, Colin Firth (double nationalité britannique et italien);
- Nouvelle-Zélande : Russell Crowe ;
- Porto Rico : José Ferrer, Joaquin Phoenix ;
- Russie : Yul Brynner (double nationalité russe et américain);
- Royaume-Uni : George Arliss, Ronald Colman, Laurence Olivier, Daniel Day-Lewis (double nationalité britannique et irlandais), Robert Donat, Colin Firth, Alec Guinness, Rex Harrison, Anthony Hopkins (double nationalité britannique et américain), Jeremy Irons, Ben Kingsley, Charles Laughton (double nationalité britannique et américain), Victor McLaglen (double nationalité britannique et américain), Ray Milland, David Niven, Eddie Redmayne, Paul Scofield.
- Suisse : Emil Jannings.